# إدوين لوك
إدوين لوك (بالإنجليزية: Edwin A. Locke)‏ هو عالم نفس أمريكي، ولد في 5 يناير 1938.